# Телевидение в Приднестровской Молдавской Республике
Телевидение в Приднестровской Молдавской Республике:

## История телевидения

### 1990-е годы
В 1991 году Верховный Совет и Правительство Приднестровья приняли решение о создании Государственного телевидения.

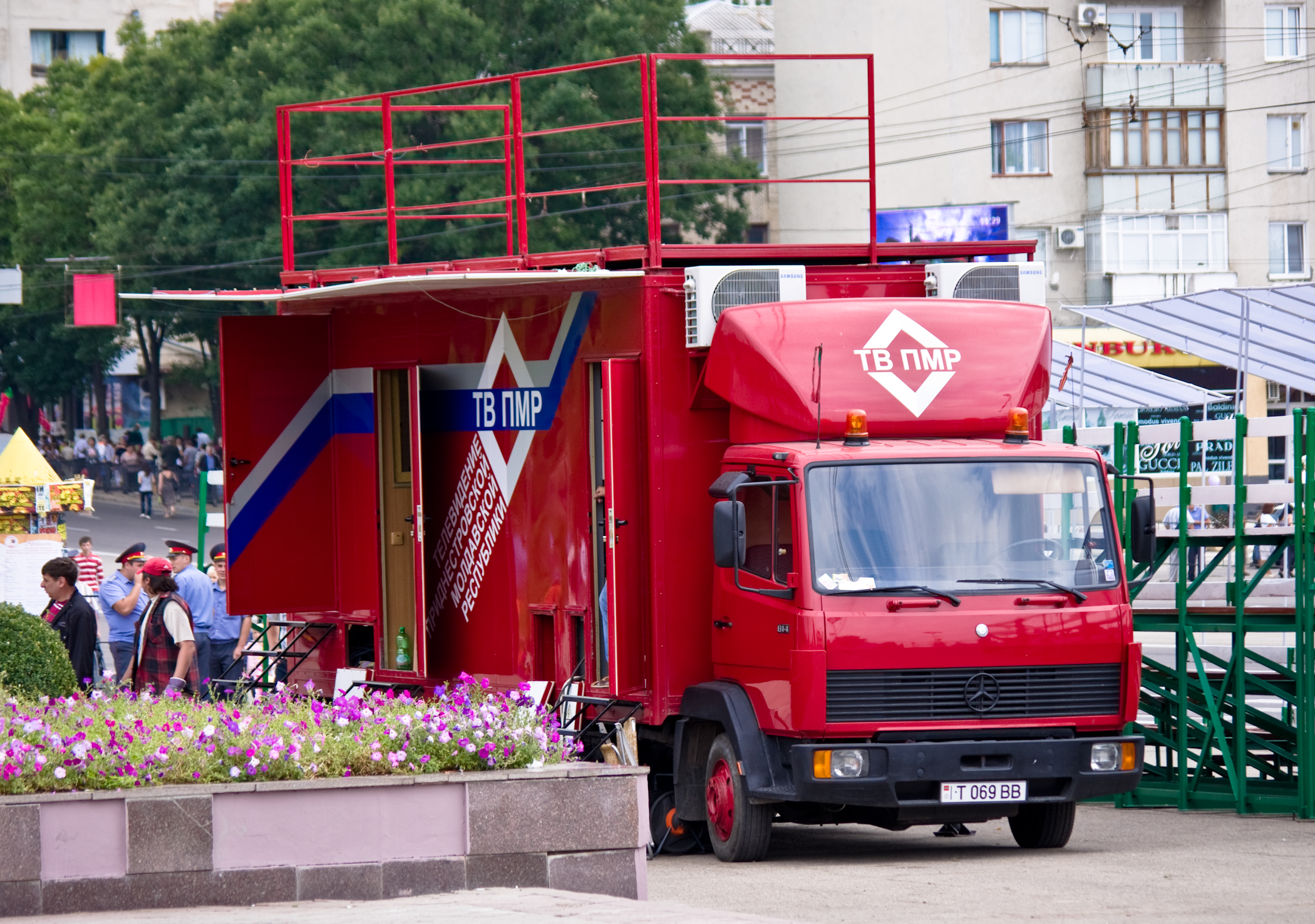
ТВ ПМР

С 9 августа 1992 года ежедневные выпуски новостей Государственного телеканала Приднестровья стали регулярно сообщать зрителям информацию о происходящих события в республике. Эфирное вещание позволило также проводить в прямом эфире встречи с политиками дальнего и ближнего зарубежья, экономистами, промышленниками, деятелями культуры. У зрителей появилась возможность узнать их мнение по тем или иным проблемам.
7 ноября 1997 года вышла в эфир первая программа первого муниципального телевидения республики — БТВ.
19 января 1998 года создается Управление по телевидению, радиовещанию и печати города Бендеры.
В декабре 1999 года начал своё вещание первый частный телеканал ТСВ.

### После 2000 года
С 1 ноября 2007 года осуществился переход от аналогового телевидения к цифровому, предоставляемым многоканальным телевидением «Шериф».
Новая система телевещания основана на работавшей ранее в Приднестровье системе аналогового кабельного телевещания стандарта MMDS.

## Аналоговое телевидение
Первый канал, Россия-1, Первый приднестровский, ТСВ, ТВ Центр, UA:Первый.

## Цифровое телевидение
В Приднестровье существует два провайдера цифрового телевидения: Цифровое кабельное телевидение от IDC и государственное «Народное телевидение».
Цифровое кабельное ТВ от IDC включает в себя более 150 телеканалов и 30 радиоканалов в качестве 576i, 720p и 1080p, в форматах 4:3 и 16:9. Также часть каналов возможно прослушивать с разным звуковым сопровождением.
В 2008 году было начато тестовое вещание «Народного телевидения»  при стандартах компрессии MPEG-2 и MPEG-4, находящегося в подчинении Государственной службы связи, информации и СМИ ПМР, и доступ был открыт только обладателям современных жидкокристаллических и плазменных телевизоров. C 30 декабря 2012 года началось полноценное вещание телевидения на территории всей республики. Сигнал принимается на обычную дециметровую антенну с использованием специального DVB-T-тюнера. Государственное «Народное телевидение» транслируется по технологии DVB-T (в будущем планируется переход на DVB-T2) в форматах 4:3 и 16:9, в качестве 576i..
К 2018 году завершился полный переход на цифровое телевидение и упразднилось аналоговое эфирное телевещание.

## IP-телевидение
Интерактивное цифровое телевидение предоставляется жителям Приднестровья компанией «Интерднестрком». Доставляется по обычному телефонному кабелю, посредством технологии ADSL или FTTx.
IP-телевидение позволяет принимать более 270 телевизионных телеканалов.
Для просмотра IP TV на телевизоре необходима TV-приставка.

## Число абонентов
Кабельного телевизионного вещания на 1 января 2020 - 143,813 тысячи.
Эфирного цифрового телевизионного вещания - 20,944 тысяч 
К кабельному ТВ (в основном — формата DVB-C) на сентябрь 2019 года подключено 82 тысячи абонентов.
К цифровому телевидению стандарта DVB-T2 на сентябрь 2018 года подключено более 15 тысяч абонентов.
Приложение для просмотра IPTV установлено на 17 тысяч устройств.

## Телеканалы

### Общереспубликанские
- Первый приднестровский телеканал
- ТСВ — Телевидение Свободного Выбора

### Региональные
- БТВ (г. Бендеры)
- РТВ (Слободзейский район)

### Интернет-Телевидение
- Dnestr TV (г. Бендеры)
- Лик ТВ (г. Рыбница)

### Бывшие
- ТВК 51[10][11]

- ТВ АСКЭТ (Бендеры)
- РТВ-5 (Рыбница)

## Местные телевизионные передачи

### Информационные программы
1. «Новости» (ТСВ)
2. «День», «Актуалитэць», «Проминь» (Первый республиканский телеканал)
3. «Наблюдатель» (Первый республиканский телеканал)
4. «Отражение» (ТСВ)
5. «Курьер», «Новости», «Украинское слово», «Экоул сэптэмыний» (Бендерское телевидение)
6. «Столица» (Первый республиканский телеканал)
7. «В центре» (Первый республиканский телеканал)
8. «Дайте жалобную книгу» (Первый республиканский телеканал)
9. «Депутатский час» (Первый республиканский телеканал)
10. «Акценты» (Первый республиканский телеканал)
11. «Дзержинского, 53» (Бендерское телевидение)
12. «Неделя» (Бендерское телевидение)
13. «ВОВРЕМЯ» (Первый республиканский телеканал)

### Развлекательные программы
1. «С утра до вечера» (ТСВ)
2. «Утренний кофе» (Первый республиканский телеканал)
3. «2 кадра» (ТСВ)
4. «Мамина школа» (ТСВ)
5. «6 соток» (ТСВ)
6. «В ОБРАЗЕ» (Первый республиканский телеканал)
7. «Детонатор» (Первый республиканский телеканал)
8. «Утро. Lite» (Первый республиканский телеканал)

### Спортивные программы
1. «Главная арена» (ТСВ)
2. «Спорт-ревю» (Первый республиканский телеканал)
3. «Вне игры» (Первый республиканский телеканал)

### Другие программы
1. «Качки и Новички» (ТСВ)
2. «Открытый доступ» (Первый республиканский телеканал)
3. «Экспертное мнение» (ТСВ)
4. «Шаг навстречу» (ТСВ)
5. «Соль земли» (ТСВ)
6. «Музыкальные новости» (Первый республиканский телеканал)
7. «Астропрогноз» (Бендерское телевидение)
8. «Публичная дипломатия» (Первый республиканский телеканал)
9. «Цветные сны» (Первый республиканский телеканал)